# Execuções de Nuremberg
As execuções de Nuremberg ocorreram em 16 de outubro de 1946, logo após a conclusão dos Julgamentos de Nuremberg. Dez membros proeminentes da liderança política e militar da Alemanha Nazista foram executados por enforcamento: Hans Frank, Wilhelm Frick, Alfred Jodl, Ernst Kaltenbrunner, Wilhelm Keitel, Joachim von Ribbentrop, Alfred Rosenberg, Fritz Sauckel, Arthur Seyss-Inquart e Julius Streicher. Hermann Göring também estava programado para ser enforcado naquele dia, mas cometeu suicídio usando uma cápsula de cianeto de potássio na noite anterior. Martin Bormann também foi condenado à morte à revelia; na época seu paradeiro era desconhecido, mas agora acredita-se que ele cometeu suicídio ou foi morto por tropas soviéticas enquanto tentava escapar de Berlim em 2 de maio de 1945.
As sentenças foram executadas no ginásio da Prisão de Nuremberg pelo Exército dos Estados Unidos usando o método de queda padrão em vez de queda longa.
Os carrascos foram o sargento John C. Woods e seu assistente, o policial militar Joseph Malta. Woods calculou mal os comprimentos das cordas usadas para as execuções, alguns alegando intencionalmente, de modo que alguns dos homens não morreram rapidamente  por fratura no pescoço, mas foram estrangulados até a morte lentamente.
Alguns relatórios indicaram que algumas execuções levaram de 14 a 28 minutos. O Exército negou as alegações de que o comprimento da queda era muito curto ou de que os condenados morreram por estrangulamento em vez de uma fratura no pescoço.  Além disso, o alçapão era muito pequeno, de tal forma que vários dos condenados sofreram ferimentos com sangue na cabeça quando atingiram os lados do alçapão enquanto caíam através dele.
Há rumores de que os corpos foram levados para o campo de concentração de Dachau  para cremação, mas na verdade foram incinerados em um crematório em Munique e as cinzas espalhadas sobre o rio Isar.
Kingsbury Smith, do International News Service, escreveu um relato de testemunha ocular dos enforcamentos. Seu relato apareceu com fotos em jornais.

## Ordem das execuções
As execuções começaram às 1h11 com Joachim von Ribbentrop. A duração total foi de apenas cerca de duas horas.
| Ordem   | Nome                   | Declaração final | Hora da morte |
| ------- | ---------------------- | --- | ------------- |
| 1       | Hermann Göring         | N/A | N/A           |
| 2       | Joachim von Ribbentrop | "Deus proteja a Alemanha. Deus tenha misericórdia da minha alma. Meu último desejo é que a Alemanha recupere sua unidade e que, em nome da paz, haja entendimento entre Oriente e Ocidente. Desejo paz para o mundo." O comandante da prisão de Nuremberg, Burton C. Andrus, lembrou mais tarde que Ribbentrop se dirigiu ao capelão luterano da prisão, Henry F. Gerecke, imediatamente antes de o capuz ser colocado sobre sua cabeça e sussurrou: "Nos veremos novamente". | 01:30         |
| 3       | Wilhelm Keitel         | "Peço a Deus Todo-Poderoso que tenha misericórdia do povo alemão. Mais de dois milhões de soldados alemães morreram pela pátria antes de mim. Agora sigo meus filhos — tudo pela Alemanha." | 01:44         |
| 4       | Ernst Kaltenbrunner    | "Eu amei meu povo alemão e minha pátria com um coração caloroso. Cumpri meu dever de acordo com as leis de meu povo e lamento que meu povo tenha sido liderado desta vez por homens que não eram soldados e que cometeram crimes dos quais eu não tinha conhecimento. Alemanha, boa sorte." | 01:52         |
| 5       | Alfred Rosenberg       | (Ao ser perguntado se tinha algo a dizer.) "Não." | 01:59         |
| 6       | Hans Frank             | "Agradeço ao tratamento gentil durante minha captura e peço a Deus que me aceite com misericórdia." | 02:08         |
| 7       | Wilhelm Frick          | "Viva a Alemanha eterna." | 02:20         |
| 8       | Julius Streicher       | "Adele, minha querida esposa." | Desconhecido  |
| 9       | Fritz Sauckel          | "Morro como um inocente. Minha sentença é injusta. Deus proteja a Alemanha e faça a Alemanha grande novamente. Viva a Alemanha! Que Deus proteja minha família." | 02:40         |
| 10      | Alfred Jodl            | "Eu te saúdo, minha eterna Alemanha." | 02:50         |
| 11      | Arthur Seyss-Inquart   | "Espero que esta execução seja o último ato da tragédia da Segunda Guerra Mundial e que a lição tirada desta guerra mundial seja a paz e a compreensão entre os povos. Acredito na Alemanha." | 02:59         |
| Fontes: |                        | |               |

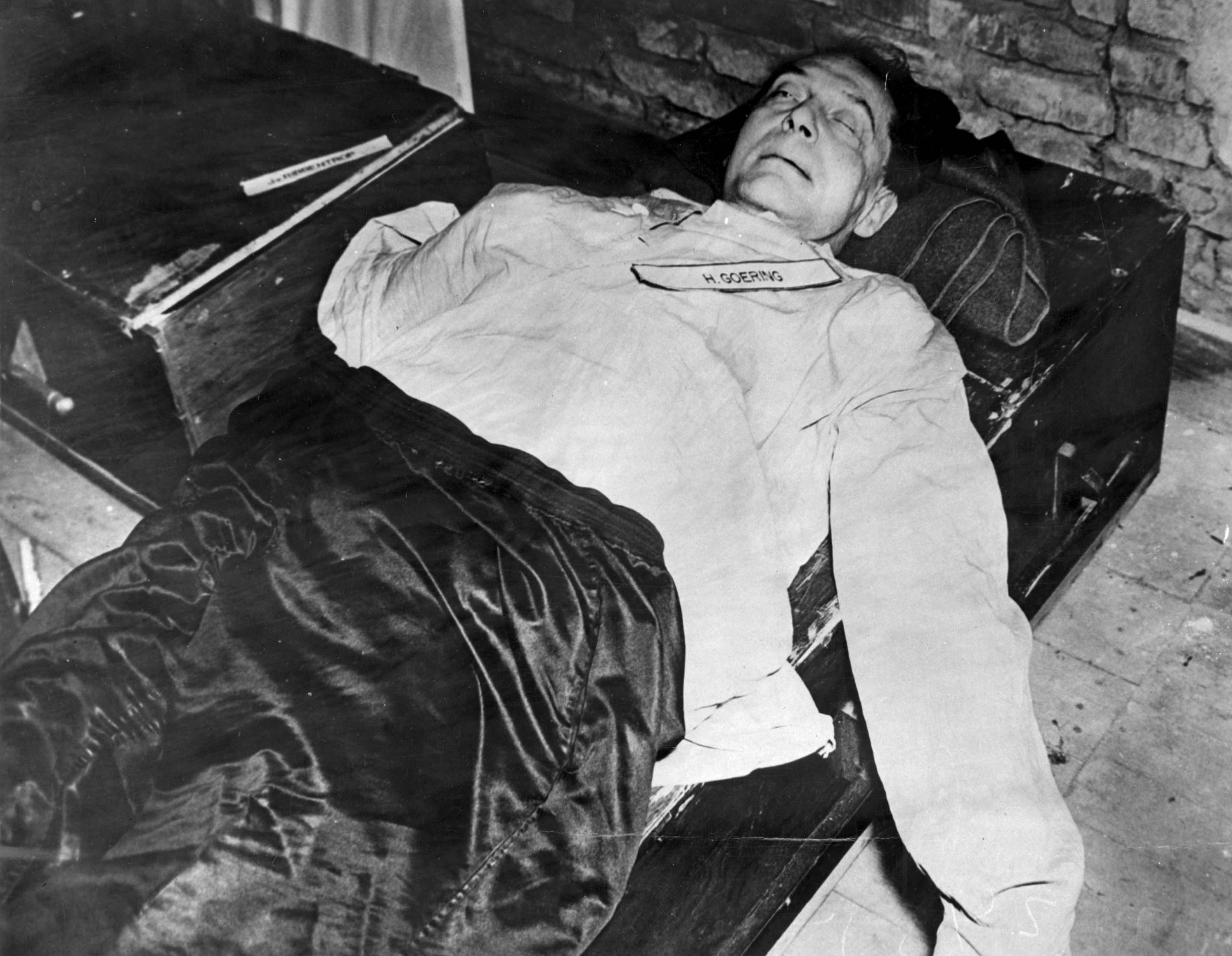
O corpo de Hermann Göring, que havia cometido suicídio antes da execução
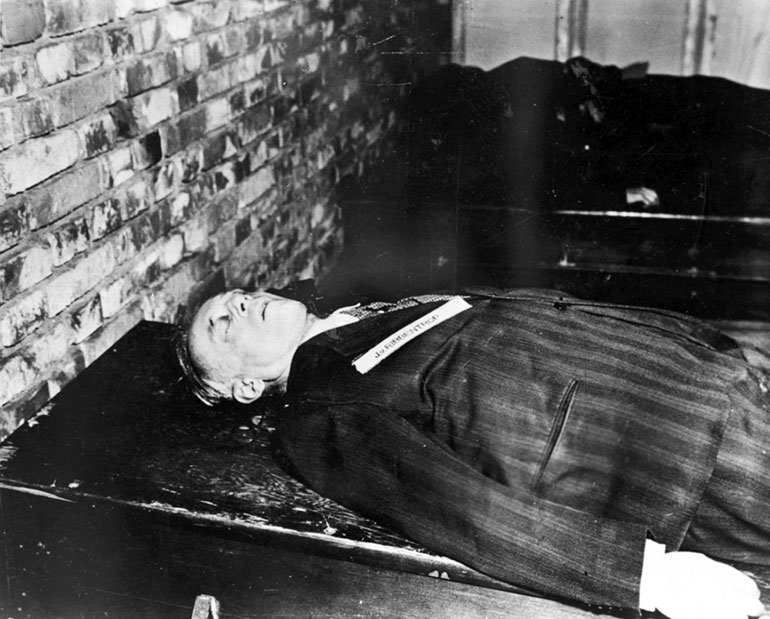
O corpo de Joachim von Ribbentrop
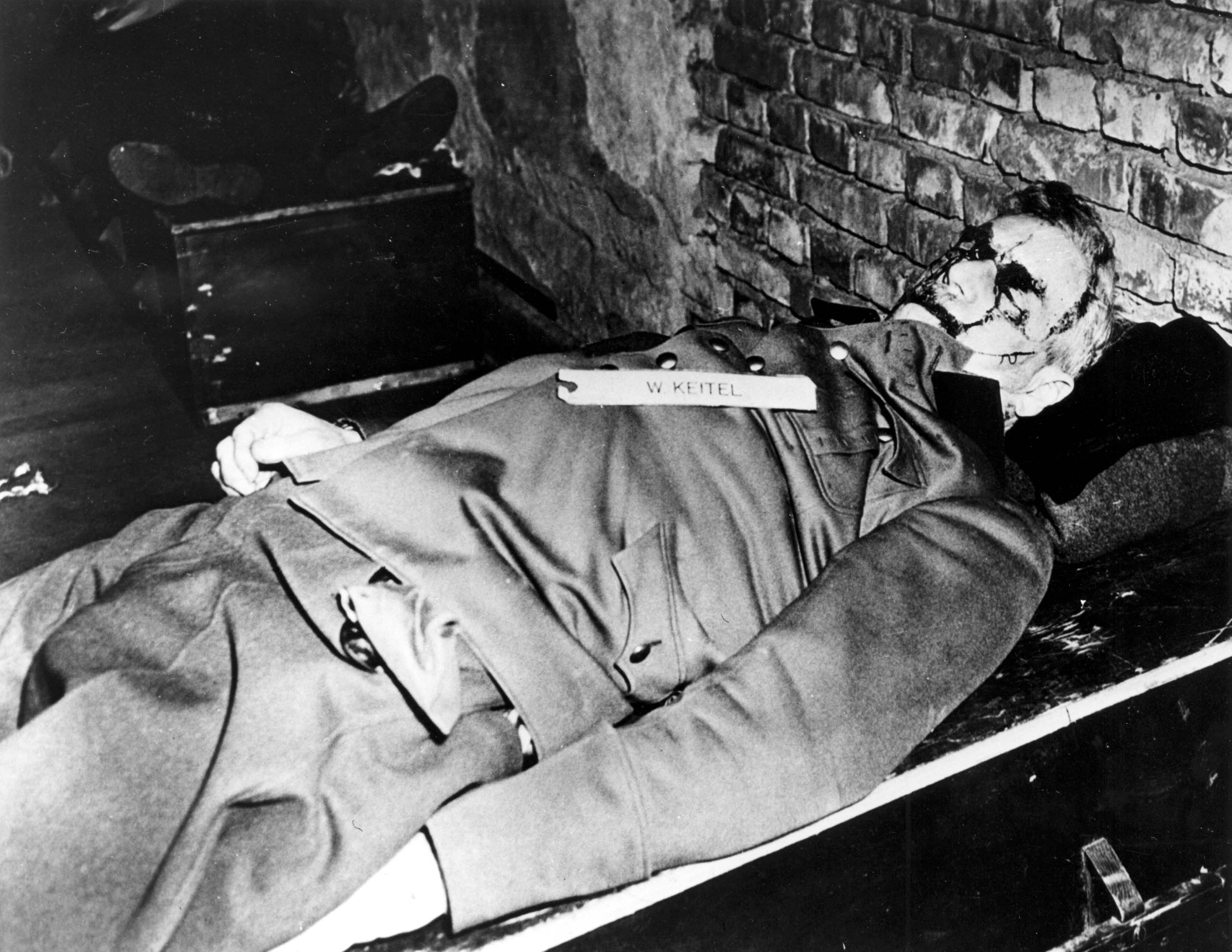
O corpo de Wilhelm Keitel
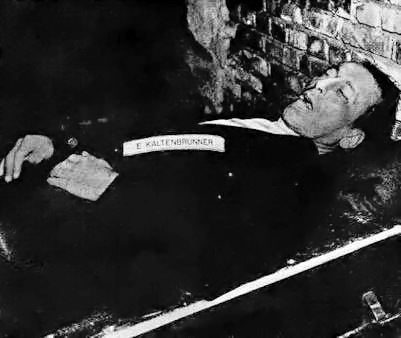
O corpo de Ernst Kaltenbrunner
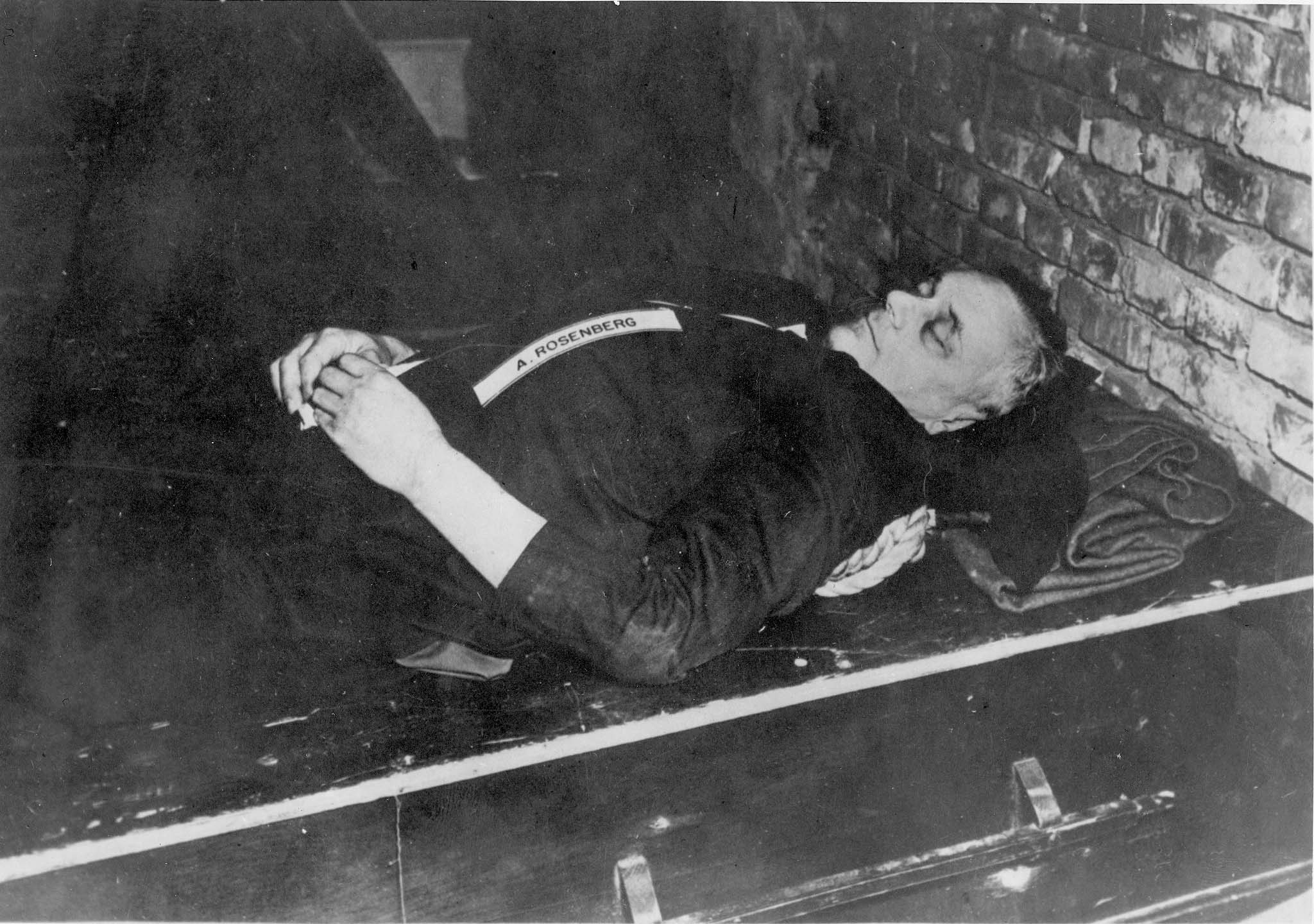
O corpo de Alfred Rosenberg
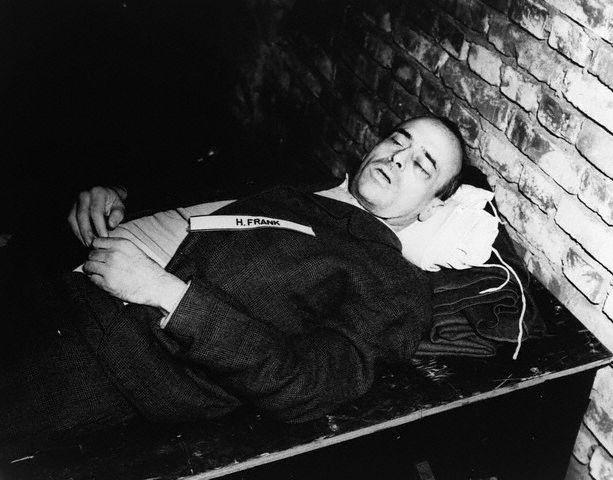
O corpo de Hans Frank
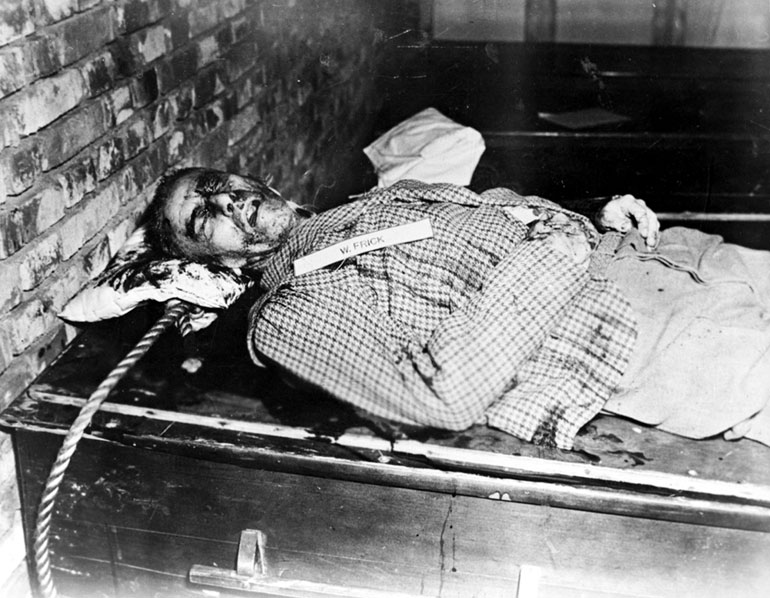
O corpo de Wilhelm Frick
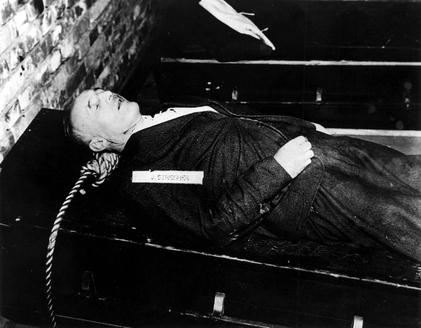
O corpo de Julius Streicher
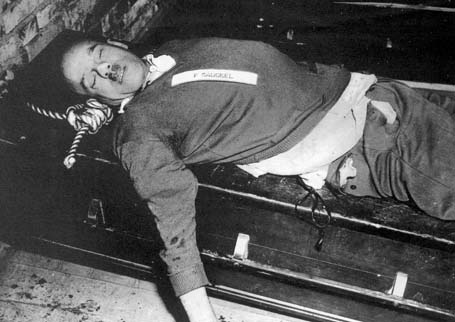
O corpo de Fritz Sauckel
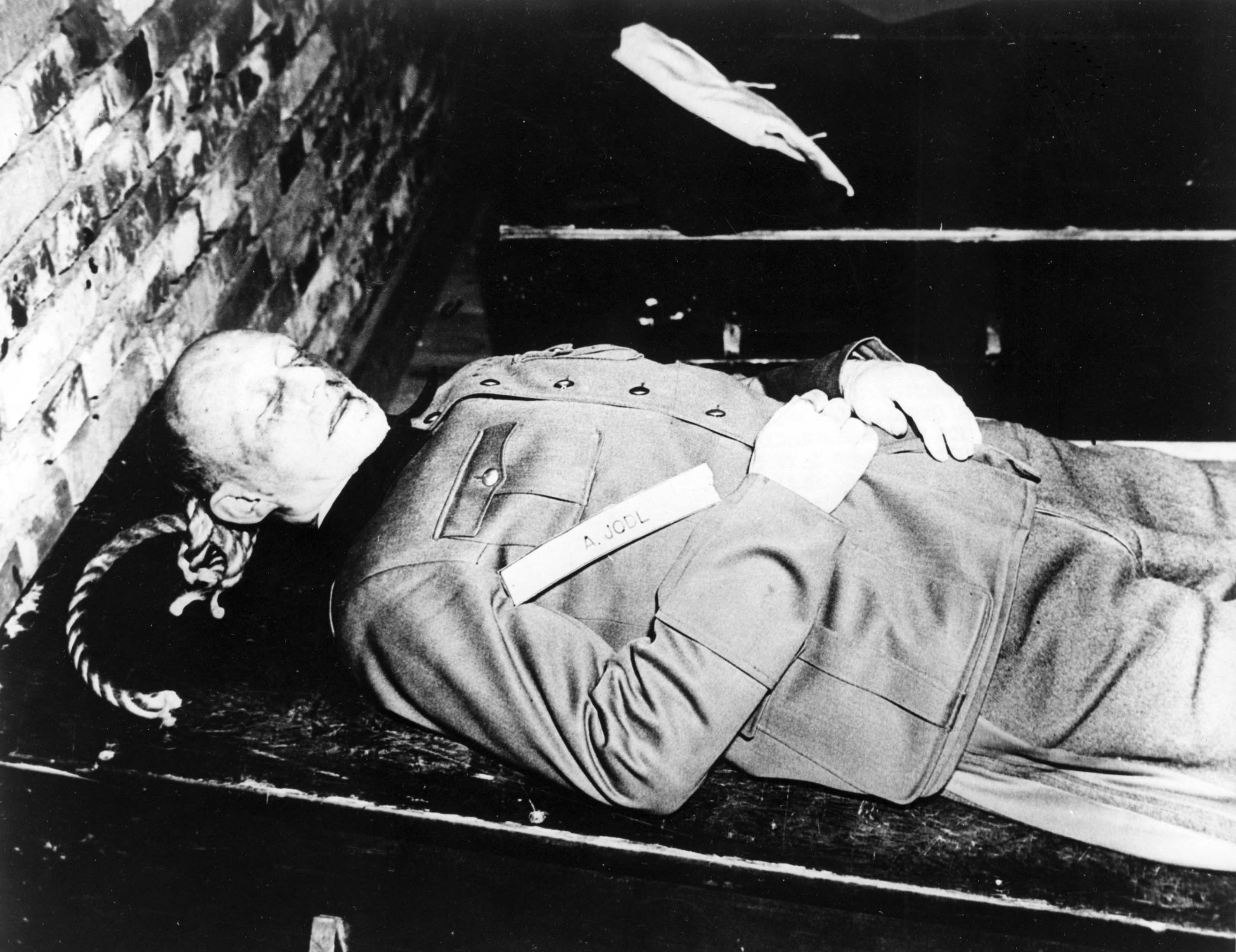
O corpo de Alfred Jodl
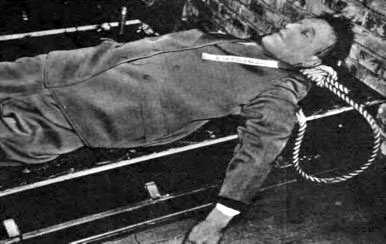
O corpo de Arthur Seyss-Inquart